# Satomi
Satomi  è un nome proprio di persona giapponese femminile.

## Origine e diffusione
È composto dall'elemento 里 (sato, "villaggio"), oppure da 聡 (sato, "saggio"), combinato con 美 (mi, "bello"). Il secondo elemento è presente anche in altri nomi, quali Emi, Akemi, Ami, Aimi, Tamiko, Mika e Misao.

## Onomastico
Il nome non è portato da alcuna santa, quindi è adespota, e l'onomastico ricade il 1º novembre in occasione di Ognissanti.

## Persone
- Satomi Arai, doppiatrice giapponese
- Satomi Hanamura, attrice, doppiatrice e cantante giapponese
- Satomi Ishihara, attrice giapponese
- Satomi Kōrogi, doppiatrice giapponese
- Satomi Satō, doppiatrice giapponese
- Satomi Fukudome, pallavolista giapponese

## Il nome nelle arti
- Satomi Hakase è un personaggio del manga Negima.
- Satomi Ton è uno pseudonimo usato dallo scrittore giapponese Hideo Yamauchi.
- Satomi Murano è un personaggio del manga e dell'anime Kiseiju